# Montabaur Open 1989
Il Montabaur Open 1989 è stato un torneo di tennis facente parte della categoria ATP Challenger Series nell'ambito dell'ATP Challenger Series 1989. Il torneo si è giocato a Montabaur in Germania dal 5 all'11 giugno 1989 su campi in terra rossa.

## Vincitori

### Singolare
Sascha Nensel ha battuto in finale  Jens Wöhrmann con il punteggio di 6–3, 6–2

### Doppio
Nicholas Fulwood /  Harald Rittersbacher hanno battuto in finale  Karsten Braasch /  Dirk Leppen con il punteggio di 7–5, 6–3